# Râul Valea Mare, Cătăuți
Râul Valea Mare este un curs de apă, afluent al răului Cătăuți. 